# Johannes Seiz

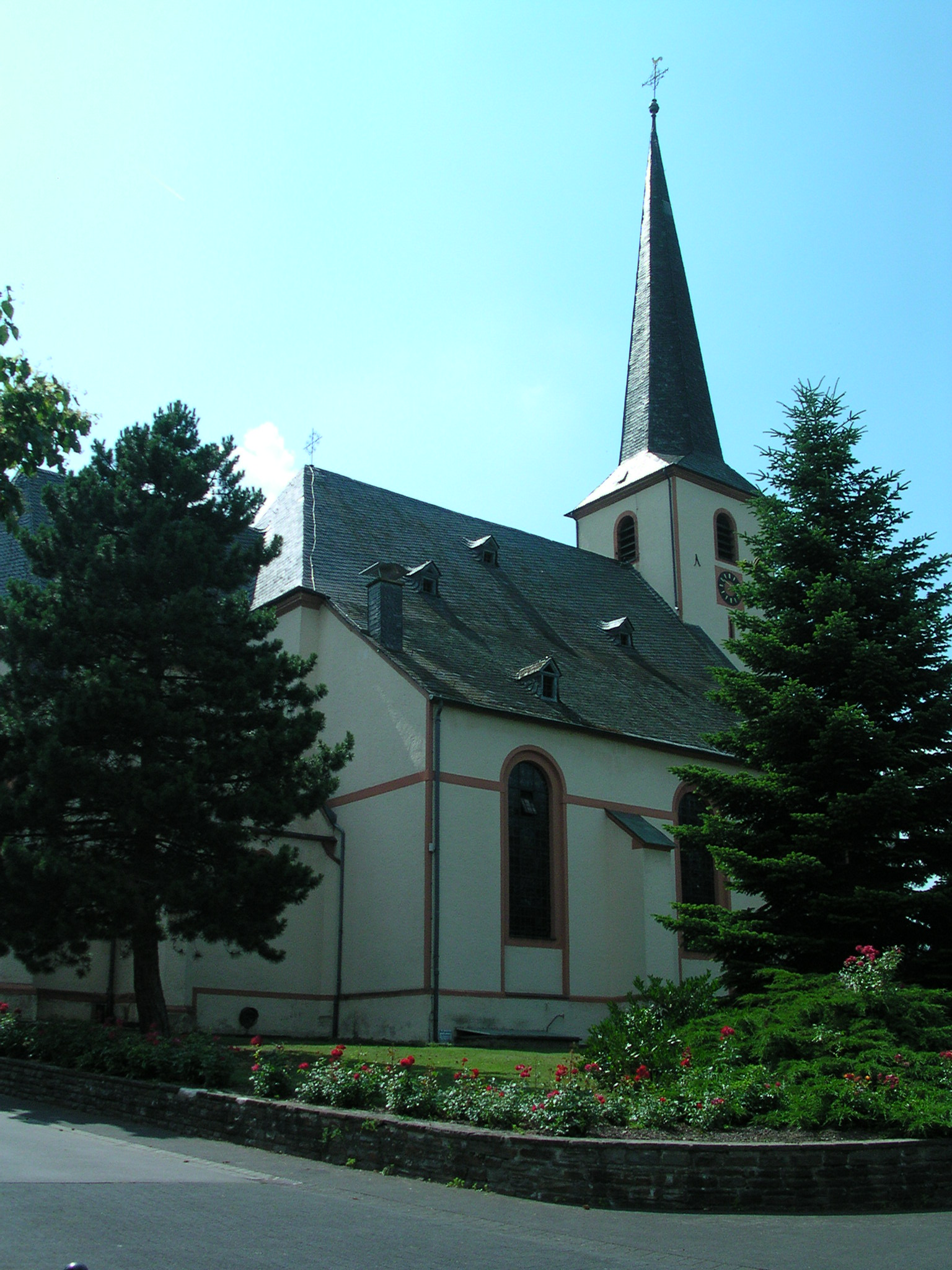
Katholische Pfarrkirche St. Stefan und Rochus in Leiwen an der Mosel

Johannes Seiz (* 10. Juli 1717 in Wiesentheid (Franken); † 23. November 1779 in Ehrenbreitstein) war Hofbaumeister im Kurfürstentum Trier.

## Leben
Johannes Seiz wurde als Sohn von Johann Georg Seitz (* 1689 in Bichlbach (OT Lähn), Bezirk Reutte; † 31. Dezember 1739 in Ehrenbreitstein) geboren. Der Vater stammte aus Tirol und zog um 1715 nach Wiesentheid in Franken. Er stand zunächst im Dienst des Reichsgrafen Franz Erwin von Schönborn-Wiesentheid. Nachdem im Jahre 1729 Franz Georg von Schönborn Kurfürst in Trier wurde, berief er Johann Georg Seitz als „kurtrierischer Hofwerkmeister“ zeitweise von Wiesentheid, das er 1733 endgültig verließ, nach Ehrenbreitstein. Zwei seiner Söhne, Johannes Seiz und Johann Andreas Seiz wandten sich dem Bauwesen zu, sie schrieben beide ihren Namen später mit einfachem „z“. Johannes Seiz kam 1733 mit seinem Vater Johann Georg Seitz nach Ehrenbreitstein. Unter dessen Anleitung arbeitete er sich in das Baufach ein und wurde bald zu einem seiner wichtigsten Helfer.
Johannes Seiz war seit 1738 Meisterschüler und Mitarbeiter von Balthasar Neumann. Neumann nahm Seiz mit nach Würzburg, wo die Residenz im Entstehen war, die Mitwirkung in Würzburg ist für die Jahre 1738 und 1739 aktenkundig. Der Vater Johann Georg Seitz verstarb 1739, Johannes wurde sein Nachfolger. Im Jahr 1751 verlieh ihm Kurfürst Franz Georg von Schönborn den Titel „Hofbaumeister“. Seiz führte seine Arbeiten in diesen Jahren häufig mit Neumann gemeinsam aus. Nach dem Tod von Balthasar Neumann im Jahr 1753 wurden die von Neumann nicht vollendeten Werke im Kurfürstentum Trier von Johannes Seiz zu Ende geführt.
Bei der Ausführung der Werke erfolgte häufig eine Unterstützung durch seinen Bruder Andreas Seitz.

## Bauten und Entwürfe
- 1737–1738: katholische Pfarrkirche St. Luzia in Löf an der Untermosel
- 1738–1742: katholische Pfarrkirche St. Cäcilia in Saffig
- 1748: katholische Pfarrkirche St. Peter und Paul, Wallendorf (Eifel)
- 1748-, u. a. nach Plänen von Neumann, Ausführung von Andreas Seitz: Neubau des Abteigebäudes in Prüm
- 1748–1752, 1806 zerstört: ehemaliges Schloss Schönbornslust in Koblenz-Kesselheim
- 1750–1751: Sankt Georgsbrunnen in Trier
- 1750/70: Freiligrathhaus in Unkel
- 1751: evangelische Pfarrkirche in Birkenfeld
- 1751; erbaut von Jean Baptist Molitor: Orgelgehäuse in der Sankt-Salvator-Basilika in Prüm
- 1753: drei Barockaltäre in der Kirche des Kapuzinerklosters in Koblenz-Ehrenbreitstein
- 1753: so genannte Schönborn-Werke, Teil der Festung Ehrenbreitstein, in Koblenz-Ehrenbreitstein
- 1757: Auferstehungsaltar im Dom St. Peter in Trier
- 1757–1761: Südflügel des Kurfürstlichen Palais in Trier
- 1759–1764: Kurfürstliches Schloss Engers in Neuwied-Engers
- 1763: Alte Münze, Wohnhaus des Münzmeisters der Kurfürstlichen Münze in Koblenz
- 1764: Marstall des Dikasterialgebäudes von Schloss Philippsburg in Koblenz-Ehrenbreitstein
- 1765–1768: katholische Pfarrkirche St. Anna in Herschbach
- 1766–1769, ausgeführt von seinem Bruder Andreas Seitz: katholische Pfarrkirche St. Paulinus in Morbach-Bischofsdhron
- 1768: ehemaliger Kurfürstlicher Marstall in Montabaur
- 1769, ausgeführt von Andreas Seitz: katholische Pfarrkirche St. Stefan und Rochus in Leiwen an der Mosel
- 1770: katholische Pfarrkirche St. Johannes der Täufer in Waxweiler in der Eifel
- 1771: katholische Pfarrkirche St. Laurentius in Longuich an der Mosel
- 1772: katholische Pfarrkirche St. Margaretha in Neuwied-Heimbach-Weis
- 1773–1774: katholische Kirche St. Luzia in Welschbillig-Möhn an der Mosel
- 1774: Trierer Zollkran
- 1775: Gebäude um den südlichen Binnenhof im Kloster Laach (heute Maria Laach)